# Villotte-sur-Aire
Villotte-sur-Aire és un municipi francès situat al departament del Mosa i a la regió del Gran Est. L'any 2007 tenia 187 habitants.

## Demografia

### Població
El 2007 la població de fet de Villotte-sur-Aire era de 187 persones. Hi havia 80 famílies, de les quals 28 eren unipersonals (12 homes vivint sols i 16 dones vivint soles), 24 parelles sense fills, 16 parelles amb fills i 12 famílies monoparentals amb fills.
La població ha evolucionat segons el següent gràfic:
Habitants censats

### Habitatges
El 2007 hi havia 94 habitatges, 81 eren l'habitatge principal de la família, 9 eren segones residències i 4 estaven desocupats. 88 eren cases i 6 eren apartaments. Dels 81 habitatges principals, 70 estaven ocupats pels seus propietaris, 10 estaven llogats i ocupats pels llogaters i 1 estava cedit a títol gratuït; 1 tenia dues cambres, 11 en tenien tres, 18 en tenien quatre i 51 en tenien cinc o més. 69 habitatges disposaven pel capbaix d'una plaça de pàrquing. A 35 habitatges hi havia un automòbil i a 41 n'hi havia dos o més.

### Piràmide de població
La piràmide de població per edats i sexe el 2009 era:
| Homes | Edats   | Dones |
| ----- | ------- | ----- |
| 0     | 95 o +  | 0     |
| 0     | 90 a 94 | 0     |
| 0     | 85 a 89 | 0     |
| 4     | 80 a 84 | 0     |
| 0     | 75 a 79 | 8     |
| 0     | 70 a 74 | 0     |
| 4     | 65 a 69 | 4     |
| 12    | 60 a 64 | 4     |
| 4     | 55 a 59 | 0     |
| 8     | 50 a 54 | 8     |
| 12    | 45 a 49 | 16    |
| 8     | 40 a 44 | 12    |
| 0     | 35 a 39 | 0     |
| 8     | 30 a 34 | 0     |
| 8     | 25 a 29 | 8     |
| 20    | 20 a 24 | 12    |
| 16    | 15 a 19 | 0     |
| 8     | 10 a 14 | 12    |
| 8     | 5 a 9   | 4     |
| 4     | 0 a 4   | 4     |

## Economia
El 2007 la població en edat de treballar era de 121 persones, 91 eren actives i 30 eren inactives. De les 91 persones actives 83 estaven ocupades (43 homes i 40 dones) i 8 estaven aturades (2 homes i 6 dones). De les 30 persones inactives 12 estaven jubilades, 11 estaven estudiant i 7 estaven classificades com a «altres inactius».

### Ingressos
El 2009 a Villotte-sur-Aire hi havia 83 unitats fiscals que integraven 202 persones, la mediana anual d'ingressos fiscals per persona era de 17.441,5 €.

### Activitats econòmiques
Dels 6 establiments que hi havia el 2007, 1 era d'una empresa extractiva, 1 d'una empresa de fabricació d'altres productes industrials, 1 d'una empresa de comerç i reparació d'automòbils, 2 d'empreses d'hostatgeria i restauració i 1 d'una empresa de serveis.
Els 2 serveis als particulars que hi havia el 2009 eren restaurants.
L'any 2000 a Villotte-sur-Aire hi havia 7 explotacions agrícoles.

## Poblacions més properes
El següent diagrama mostra les poblacions més properes.